# Gola (peuple)
Pour les articles homonymes, voir Gola.
Les Gola sont une population d'Afrique de l'Ouest vivant principalement au Liberia, également en Sierra Leone.

## Ethnonymie
Selon les sources et le contexte, on observe quelques variantes : Golas, Gora, Gula, Gura.

## Langue
Leur langue est le gola, une langue mel. Le nombre total de locuteurs est estimé à 107 300, dont 99 300 au Liberia (1991) et 8 000 en Sierra Leone (1989).

## Culture

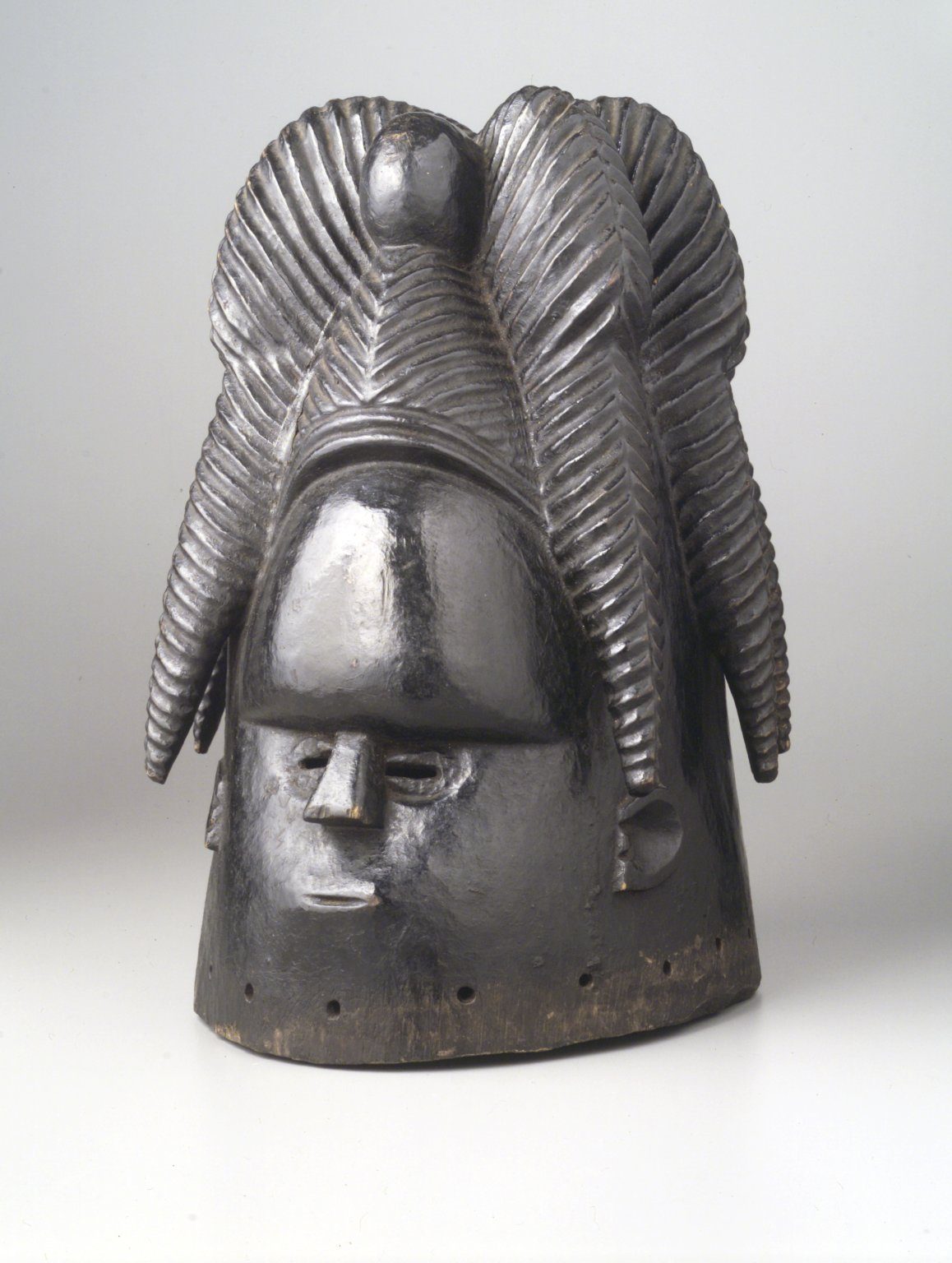
Masque heaume Gola zogbe de la société Sande[3].
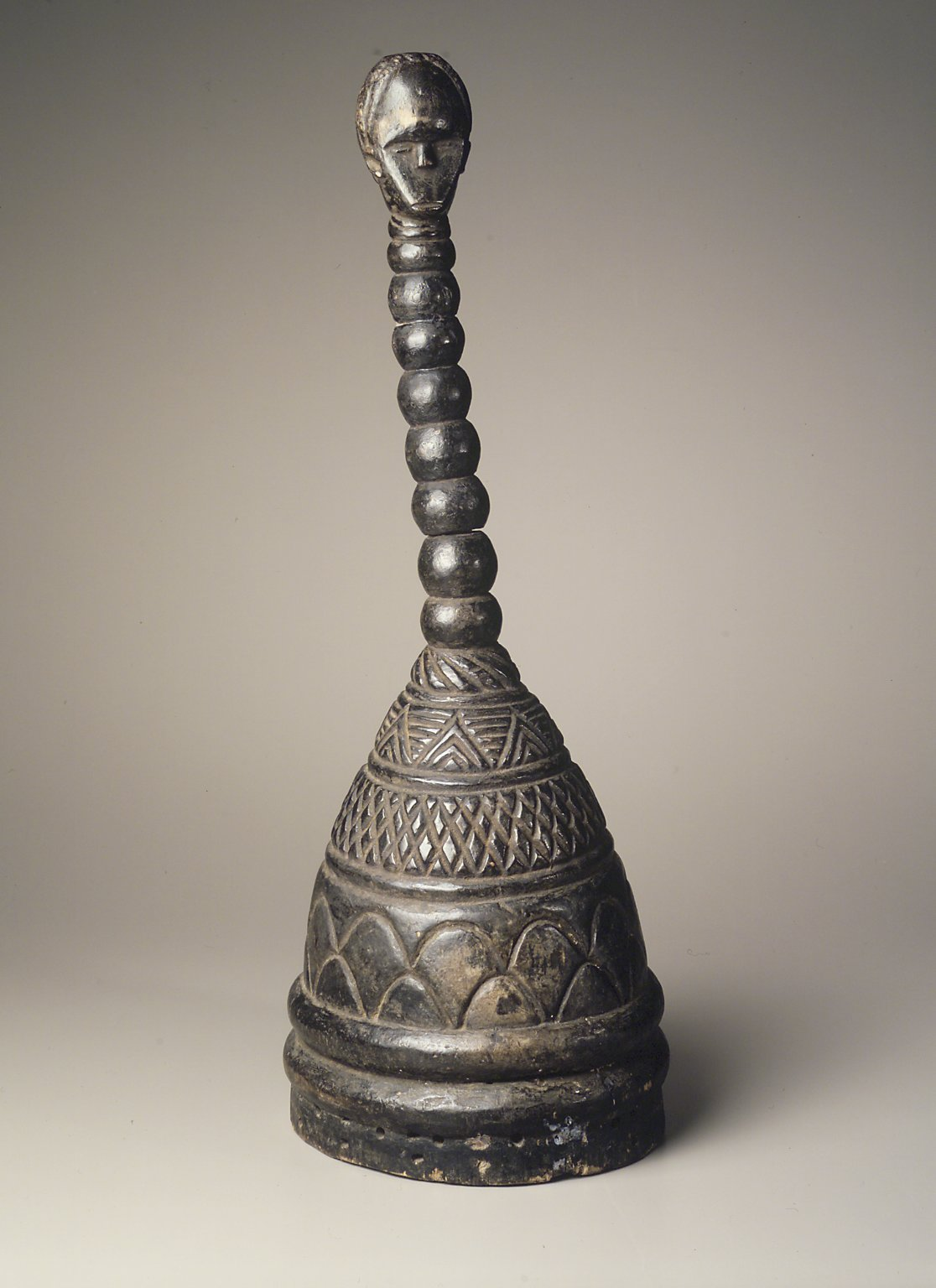
Masque heaume Gola gbetu[3].
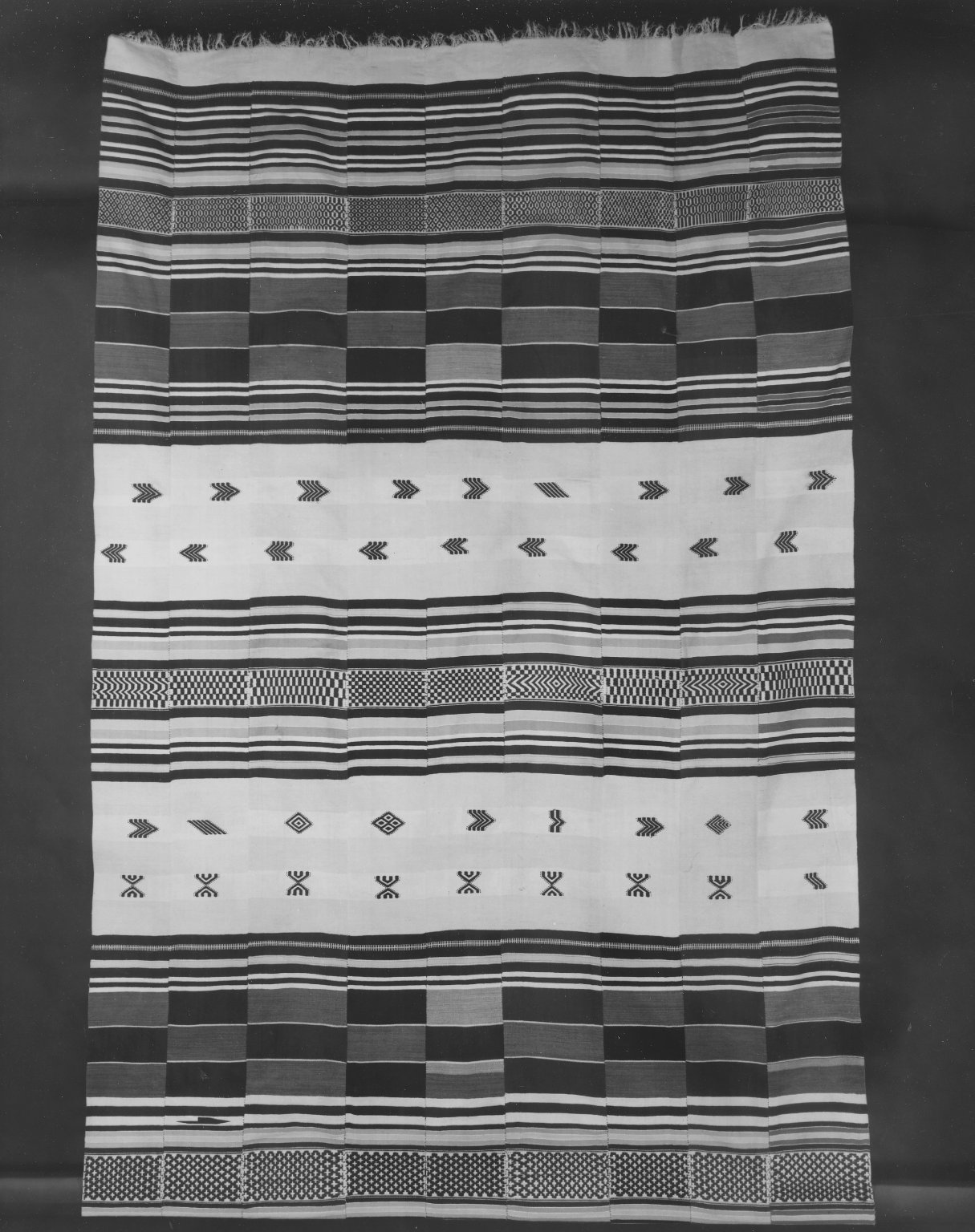
Tenture de cérémonie kpokpo[3].